# Lightsaber (singel Exo)
Lightsaber – singel południowokoreańskiego zespołu EXO, wydany 11 listopada 2015 roku przez wytwórnię SM Entertainment. Utwór promował minialbum Sing For You. Singel ukazał się w dwóch wersjach językowych: edycji koreańskiej i mandaryńskiej. Piosenka powstała w ramach współpracy pomiędzy SM Entertainment i Walt Disney i promowała film Gwiezdne wojny: Przebudzenie Mocy w Korei.
Piosenka była dodatkowym utworem na czwartym minialbumie Sing For You. Japońska wersja piosenki ukazała się 18 grudnia 2015 roku. Singel sprzedał się w Korei Południowej w nakładzie ponad 242 162 egzemplarzy (stan na 12.12.2015).

## Lista utworów
Wersja koreańska
| Nr | Tytuł        | Słowa                     | Kompozycja                 | Czas |
| -- | ------------ | ------------------------- | -------------------------- | ---- |
| 1. | "Lightsaber" | Chanyeol, MQ, Jung Ju-hee | LDN Noise, Adrian Mckinnon | 3:05 |

Wersja chińska
| Nr | Tytuł                                      | Słowa                     | Kompozycja                 | Czas |
| -- | ------------------------------------------ | ------------------------- | -------------------------- | ---- |
| 1. | "Lightsaber" (chn. 光劍 Guāng jiàn; bonus) | Chanyeol, MQ, Jung Ju-hee | LDN Noise, Adrian Mckinnon | 3:05 |

## Notowania
Wer. kor.
| Lista (krajowe)               | Pozycja |
| ----------------------------- | ------- |
| Gaon Weekly Digital Chart     | 9       |
| Gaon Weekly Download Chart    | 6       |
| Billboard Japan Hot 100       | 84      |
| Billboard World Digital Songs | 3       |